# Kurt Thomas
Kurt Vincent Thomas (Dallas, Teksas, 4. listopada 1972.) američki je profesionalni košarkaš. Igra na poziciji krilnog centra, a može igrati i centra. Trenutačno je član NBA momčadi Milwaukee Bucksa. Izabran je u 1. krugu (10. ukupno) NBA drafta 1995. od strane Miami Heata.

## NBA karijera
Izabran je kao 10. izbor NBA drafta 1995. od strane Miami Heata. U Miamiu se zadržao dvije sezone, te je nakon toga prešao u redove Dallas Mavericksa. Odigravši tamo samo pet utakmica, Thomas je preselio u New York Knickse gdje se zadržao sedam sezona, odigravši važnu ulogu u dolasku do NBA finala kojeg su izgubili od San Antonio Spursa. Nakon napuštanja Knicksa 2005. godine, Thomas potpisuje za Phoenix Sunse gdje se zadržava dvije sezone. 20. srpnja 2007. Thomas je mijenjan u Seattle SuperSonicse zajedno s izborima na NBA draftu 2008. i 2010. godine u zamjenu za izbor drugog kruga na draftu i 8 milijuna dolara. 20. veljače 2008. Thomas je ponovno mijenjan, ovaj puta u San Antonio Spurse u zamjenu za Francisca Elsona, Brenta Barryja i izbor prvog kruga na NBA draftu 2009. godine.

## NBA statistika

### Regularni dio
| Godina    | Klub        | Odig. uta. | Uta. poč. | Min. | 2P%  | 3P%  | Sl. bac.% | Skok. | Asist. | Ukr. lop. | Blok. | Poena |
| --------- | ----------- | ---------- | --------- | ---- | ---- | ---- | --------- | ----- | ------ | --------- | ----- | ----- |
| 1995./96. | Miami       | 74         | 42        | 22.4 | .501 | .000 | .663      | 5.9   | .6     | .6        | .5    | 9.0   |
| 1996./97. | Miami       | 18         | 9         | 20.8 | .371 | .000 | .761      | 5.9   | .5     | .7        | .5    | 6.3   |
| 1997./98. | Dallas      | 5          | 0         | 14.6 | .378 | .000 | 1.000     | 4.8   | .6     | .2        | .0    | 7.4   |
| 1998./99. | New York    | 50         | 44        | 23.6 | .462 | .000 | .611      | 5.7   | 1.1    | .9        | .3    | 8.1   |
| 1999./00. | New York    | 80         | 21        | 24.6 | .505 | .333 | .781      | 6.3   | 1.0    | .6        | .5    | 8.0   |
| 2000./01. | New York    | 77         | 29        | 27.6 | .511 | .333 | .814      | 6.7   | .8     | .8        | .9    | 10.4  |
| 2001./02. | New York    | 82         | 82        | 33.8 | .494 | .167 | .815      | 9.1   | 1.1    | .9        | 1.0   | 13.9  |
| 2002./03. | New York    | 81         | 81        | 31.8 | .483 | .667 | .750      | 7.9   | 2.0    | 1.0       | 1.2   | 14.0  |
| 2003./04. | New York    | 80         | 75        | 31.9 | .473 | .000 | .835      | 8.3   | 1.9    | .7        | 1.0   | 11.1  |
| 2004./05. | New York    | 80         | 80        | 35.7 | .471 | .500 | .786      | 10.4  | 2.0    | .9        | 1.0   | 11.5  |
| 2005./06. | Phoenix     | 53         | 50        | 26.6 | .486 | .000 | .815      | 7.8   | 1.1    | .4        | 1.0   | 8.6   |
| 2006./07. | Phoenix     | 67         | 13        | 18.0 | .486 | .000 | .789      | 5.7   | .4     | .4        | .4    | 4.6   |
| 2007./08. | Seattle     | 42         | 39        | 25.2 | .513 | .000 | .696      | 8.8   | 1.3    | .8        | 1.0   | 7.5   |
| 2007./08. | San Antonio | 28         | 9         | 18.7 | .448 | .000 | .583      | 4.9   | .5     | .8        | .5    | 4.5   |
| 2008./09. | San Antonio | 79         | 10        | 17.8 | .503 | .000 | .822      | 5.1   | .8     | .4        | .7    | 4.3   |
| Ukupno    |             | 896        | 584       | 26.5 | .485 | .233 | .765      | 7.2   | 1.1    | .7        | .7    | 9.3   |

### Doigravanje
| Godina    | Klub        | Odig. uta. | Uta. poč. | Min. | 2P%  | 3P%  | Sl. bac.% | Skok. | Asist. | Ukr. lop. | Blok. | Poena |
| --------- | ----------- | ---------- | --------- | ---- | ---- | ---- | --------- | ----- | ------ | --------- | ----- | ----- |
| 1995./96. | Miami       | 3          | 3         | 20.0 | .400 | .000 | 1.000     | 5.3   | 1.0    | .7        | .3    | 4.0   |
| 1998./99. | New York    | 20         | 12        | 21.0 | .381 | .000 | .696      | 5.5   | .4     | .8        | .6    | 5.3   |
| 1999./00. | New York    | 16         | 0         | 15.7 | .508 | .000 | .700      | 3.1   | .3     | .2        | .4    | 4.3   |
| 2000./01. | New York    | 5          | 5         | 37.2 | .532 | .000 | .710      | 11.2  | 1.8    | .4        | 1.0   | 14.4  |
| 2003./04. | New York    | 4          | 4         | 34.8 | .429 | .000 | .750      | 11.5  | 1.5    | 1.8       | .8    | 12.8  |
| 2005./06. | Phoenix     | 1          | 0         | 6.0  | .000 | .000 | .500      | 1.0   | .0     | .0        | .0    | 1.0   |
| 2006./07. | Phoenix     | 11         | 5         | 19.3 | .523 | .000 | .882      | 4.9   | 1.1    | .6        | .8    | 7.5   |
| 2007./08. | San Antonio | 17         | 8         | 15.8 | .457 | .000 | .714      | 4.9   | .4     | .1        | .3    | 4.1   |
| 2008./09. | San Antonio | 5          | 0         | 16.0 | .455 | .000 | .750      | 4.6   | .4     | .2        | .4    | 2.6   |
| Ukupno    |             | 82         | 37        | 19.8 | .457 | .000 | .745      | 5.4   | .6     | .5        | .5    | 5.8   |

## Vanjske povveznice
- Profil na NBA.com
- Profil  Arhivirana inačica izvorne stranice od 28. studenoga 2015. (Wayback Machine) na Basketball-Reference.com